# Horse length
Horse length, hay đơn giản là length, là đơn vị đo chiều dài từ mũi đến đuôi của một con ngựa, xấp xỉ 8 foot (2,4 m).

## Sử dụng trong đua ngựa
Độ dài thường được sử dụng trong đua ngựa thuần chủng, trong đó mô tả khoảng cách giữa các con ngựa trong một cuộc đua. Ngựa có thể được mô tả là chiến thắng theo một vài độ dài, như trong ví dụ đáng chú ý với loài Secretariat, thắng Belmont Stakes với 31 length (248 foot (76 m)). Thường xuyên hơn, khoảng cách để chiến thắng chỉ là một phần nhỏ của length, chẳng hạn như một nửa length. Trong đua ngựa của Anh, khoảng cách giữa các con ngựa được tính bằng cách chuyển đổi thời gian giữa chúng thành độ dài theo tỷ lệ length mỗi giây. Số lượng length thực tế mỗi giây thay đổi tùy theo loại chủng tộc và điều kiện đi. Ví dụ, trong một cuộc đua cỏ phẳng chạy tốt, giá trị sáu length mỗi giây được sử dụng; trong một cuộc đua săn bắn quốc gia đang diễn ra mạnh mẽ, nơi những con ngựa được cho là di chuyển chậm hơn, giá trị là bốn length mỗi giây.

## Các phép đo khác
Khoảng cách nhỏ hơn được mô tả tương tự liên quan đến cơ thể ngựa với các thuật ngữ như "cổ", và "đầu", "đầu ngắn" hoặc "mũi", lợi thế nhỏ nhất có thể có của một con ngựa có thể thắng. Ở Ireland, một lề dài hơn 30 length được mô tả là "khoảng cách". Ở Vương quốc Anh, khoảng cách được công nhận tối đa là 99 length, với bất kỳ thứ gì dài hơn được gọi là "99+ length". Ở Pháp thuật ngữ "cổ ngắn" được sử dụng cho một lề trung gian giữa đầu và cổ. Khai thác lợi nhuận hoàn thành cuộc đua thường được đo bằng mét.

## Công dụng khác
Những thuật ngữ này cũng được sử dụng trong các môn khác cưỡi ngựa, đặc biệt hữu ích như hướng dẫn cho các tay đua cách xa động vật khi một vài trong số chúng đứng cùng nhau trong một trường đua, chẳng hạn như trong hướng dẫn cưỡi ngựa hoặc trong một cuộc đua ngựa.